# Manhole (Game & Watch)
 (avril 2020).
Si vous disposez d'ouvrages ou d'articles de référence ou si vous connaissez des sites web de qualité traitant du thème abordé ici, merci de compléter l'article en donnant les références utiles à sa vérifiabilité et en les liant à la section « Notes et références ».
Pour les articles homonymes, voir Manhole (homonymie).
Manhole (traduit « Petit Pont » dans la notice d'utilisation française) est un jeu électronique à cristaux liquides Game & Watch, sorti en 1981. Il est réédité en 1995 dans la compilation Game Boy Gallery, puis en 1997 dans Game & Watch Gallery sur Game Boy.

## Système de jeu
Mr. Game & Watch doit retenir quatre bouches d'égout sur deux promenades. Mais quand un passant arrive, il fait tomber la plaque sur laquelle il est passé. Il faut donc veiller à replacer correctement les plaques pour éviter que les autres personnages qui arrivent tombent dans les trous. Le jeu donne trois chances au joueur.